# جيري هوتون
جيري هوتون (بالإنجليزية: Jerry Houghton)‏ هو لاعب كرة قدم أمريكية أمريكي، ولد في 18 أبريل 1926 في ياكيما في الولايات المتحدة، وتوفي في 1 يونيو 2002.

## وصلات خارجية
- جيري هوتون على موقع مرجع كرة القدم المحترفة.كوم (الإنجليزية)